# Glenn Medeiros
Glenn Alan Medeiros (ur. 24 czerwca 1970 na wyspie Kauaʻi na Hawajach) – amerykański wokalista i autor tekstów piosenek pochodzenia portugalskiego. 
Najbardziej znanymi jego singlami są Nothing’s Gonna Change My Love For You z 1986 (który w Europie rozszedł się w nakładzie ponad 10 milionów kopii), Watching Over You, Lonely Won’t Leave Me Alone, Stranger Tonight, What’s It Gonna Take i Fool’s Affair z 1987. Również dużą popularnością cieszyły się piosenki z drugiego albumu wokalisty Not Me wydanym w listopadzie 1988. Płyta cieszyła się wielkim powodzeniem w Europie, m.in. we Francji, Belgii i Hiszpanii oraz w Korei Południowej (poczwórna platyna) i Stanach Zjednoczonych.

## Życiorys
Jest trzecim z czworga dzieci Dorothy i przewodnika wycieczek Roberta Medeiros (1939–2007). Ma starsze rodzeństwo – brata Roberta, Jr. (o 6 lat) i siostrę Sylvię (o 4 lata) oraz młodszą siostrę Sherry. Swoją karierę muzyczną rozpoczął w wieku dziesięciu lat, kiedy to pomagał swojemu ojcu zabawiać gości podczas podróży autobusem na wyspie Kauaʻi. Robił to do osiemnastego roku życia. Mając szesnaście lat wygrał konkurs talentów, lokalnych stacji radiowych na Hawajach z piosenką „Nothing’s Gonna Change My Love for You”, którą to nagrodą było nagranie i wydanie singla oraz 500 dolarów. Piosenka ta ukazała się na albumie „Glenn Medeiros” (1987), wydana przez wytwórnie Amherst Records. W 1988 roku ukończył Kaua’i High School. Na kilka lat porzucił szkołę, by kontynuować promocję Not Me, to właśnie wtedy powstał duet z Elsą Lunghini młodą zaledwie piętnastoletnią wokalistką z Francji. W 1988 roku Glenn wykonał w Sacree Soiree popularnym programie we Francji piosenkę Nothing’s Gonna Change My Love for You. Elsa była wielką fanką Glenna i po programie zaprosiła go na rozmowę, to właśnie przy tej rozmowie, padły pytania, czy może by coś wspólnie nagrali. Po trzech tygodniach Glenn wysłał do Elsy list z zapytaniem, czy zechciałaby z nim nagrać materiał muzyczny i jeszcze latem 1988 roku w studio w Los Angeles tak się stało. Piosenka  Un Roman A’dmite, Love Always Finds Reason) bardzo szybko trafiła na listy przebojów we Francji i Belgii. Po udanym duecie i wspólnej promocji Un Roman D’Amite  jeszcze latem, we wrześniu 1988 wypuszczono jako singiel Long And lasting Love. Piosenka okazała się przebojem m.in. w Holandii, Belgii i Hiszpanii. Singiel cieszył się dużą popularnością również w Wielkiej Brytanii (sprzedany w prawie milionie egzemplarzy). Po sukcesie Long And Lasting Love i wielomiesięcznej promocji w Europie Medeiros wycofał się na kilka miesięcy z branży. Wyjechał do domu na Hawaje. To właśnie wtedy wyszedł album Nothing’s Gonna Change My Love For You z jedenastoma najlepszymi piosenkami z debiutu i Not Me. Po dłuższym milczeniu Glenn pojawił się w show-biznesie, ale w całkiem innej roli. Latem w czerwcu 1989 Medeiros zagrał rolę samego siebie w trzeciej części Karate Kid III i na potrzeby filmu nagrał trzy piosenki High Wire, I Can’t Help Myself, w tym jedną w duecie z Elizabeth Wolfgramm, Under Any Moon.
Po premierze Karate Kid III Medeiros wrócił do Kalifornii, by nagrywać nowy materiał na nową płytę. Nowe piosenki, nowy styl miał pokazać Glenna jako już dorosłego dwudziestoletniego mężczyznę. Producentką płyty była Antonina Armato, napisała większość tekstów i muzyki na ten album. Leonard Silver, wydawca Amherst Records, zaproponował, żeby skomponować jeszcze jedną – oprócz All I’m Missing Is You – przebojową, rytmiczną piosenkę. Tak właśnie powstał utwór She Ain’t Worth It. Bobby Brown, który skomponował wcześniej Lovelylittlelady, przy pytaniu Medeirosa, czy nie podjąłby się próby skomponowania jeszcze jednego utworu, wyraził zgodę. Kilka tygodni po sesji nagraniowej Glenn nie był zadowolony z pierwotnej wersji tego utworu i jeszcze tego samego dnia zadzwonił do Browna z pytaniem, czy ten nie zgodziłby się napisać do niego rapu. Tak powstał duet. W lipcu 1990 powstał teledysk do piosenki, który szybko znalazł się na liście MTV i przez 2 tygodnie zajmował 1. miejsce na liście Billboard. Przez 2 tygodnie piosenka konkurowała z  Vision of love Mariah Carey. W teledysku rolę dziewczyny zagrała Lucy Lawless. Singiel w Wielkiej Brytanii zdobył status złotej płyty w Europie; rozszedł się w 1,5 mln egzemplarzy. Po duecie z Brownem Silver chciał powtórzyć sukces She Ain’t Worth It, więc jeszcze we wrześniu wydano Al I’m Missing Is You. Piosenka dotarła do pozycji #32 amerykańskiej listy Billboard. W 1991 roku Glenn nadal promował swój trzeci album, ale tylko w Stanach. W 1992 nagrał duet z Thomasem Andersem z Modern Talking. W tym samym roku został nagrany czwarty album It’s Alright to Love, wydany w 1993 tylko w Azji i Europie Środkowej. Płytę promowały 2 teledyski. Tego samego roku wydano świąteczny album The Christmas Album. Wycofanie się artysty spowodowane było podjęciem studiów.
W 1996 poślubił Tammy Armstrong. Mają dwoje dzieci: syna Chorda Kaleohone (ur. 3 lutego 2000) i córkę Lyric Leolani (ur. 1 maja 2001).

## Single
| 1987 | „Nothing’s Gonna Change My Love for You”          | 12 | 4  | —  | 1  | 1  | 8 | 12 | 1  | 2 | 2 | Glenn Medeiros        |  |  |
| 1987 | „Lonely Won’t Leave Me Alone”                     | 67 | —  | —  | —  | 13 | — | —  | —  | — | — | Glenn Medeiros        |  |  |
| 1987 | „Watching Over You”                               | 80 | —  | —  | —  | —  | — | —  | —  | — | — | Glenn Medeiros        |  |  |
| 1988 | „Long and Lasting Love”                           | 68 | —  | —  | 42 | —  | — | —  | 14 | — | — | Not Me                |  |  |
| 1988 | „Never Get Enough of You”                         | —  | —  | —  | —  | 38 | — | —  | —  | — | — | Not Me                |  |  |
| 1989 | „Un Roman d’amitié” (with Elsa)                   | —  | —  | —  | —  | 1  | — | —  | —  | — | — | Not Me                |  |  |
| 1989 | „Love Always Finds a Reason” (with Ria Brieffies) | —  | —  | —  | —  | —  | — | —  | 12 | — | — | Not Me                |  |  |
| 1990 | „She Ain’t Worth It” (with Bobby Brown)           | 1  | —  | 43 | 12 | —  | — | —  | 12 | — | — | Glenn Medeiros (1990) |  |  |
| 1990 | „All I’m Missing Is You” (with Ray Parker Jr.)    | 32 | —  | —  | —  | —  | — | —  | —  | — | — | Glenn Medeiros (1990) |  |  |
| 1990 | „Me-U=Blue” (with The Stylistics)                 | 78 | 35 | —  | —  | —  | — | —  | —  | — | — | Glenn Medeiros (1990) |  |  |
| 1993 | „Everybody Needs Somebody to Love”                | —  | —  | —  | —  | —  | — | —  | —  | — | — | It’s Alright to Love  |  |  |
|      |                                                   |    |    |    |    |    |   |    |    |   |   |                       |  |  |

## Dyskografia
- Glenn Medeiros (1987)
- Not Me (1988)
- Nothing’s gonna Change My Love For You (1989)
- Glenn Medeiros  (1990)
- It’s Alright To Love  (1993)
- The Glenn Medeiros Christmas Album (1993)
- Sweet Island Music (1995)
- Captured (1999)
- ME (2003)